# María Antonia Avilés Perea
María Antonia Avilés Perea (ur. 28 czerwca 1944 w Murcji) – hiszpańska polityk z Aragonii, ekonomistka i samorządowiec, w latach 1999–2004 eurodeputowana V kadencji.

## Życiorys
Ukończyła studia ekonomiczne na Uniwersytecie Complutense w Madrycie. Kształciła się także w zakresie języka francuskiego. Podjęła pracę ekonomistki. Od 1979 do 1983 pełniła funkcję radnej w Saragossie.
W wyborach w 1999 z listy Partii Ludowej uzyskała mandat posłanki do Parlamentu Europejskiego V kadencji. Należała do grupy chadeckiej, pracował w Komisji Zatrudnienia i Spraw Socjalnych oraz w Komisji Rybołówstwa. W PE zasiadała do 2004. Weszła następnie w skład rady administracyjnej CARTV (publicznego nadawcy medialnego). W 2007 została wybrana na deputowaną regionalnych kortezów w Aragonii.